# Anthurium alstonii
Anthurium alstonii är en kallaväxtart som beskrevs av Thomas Bernard Croat. Anthurium alstonii ingår i släktet Anthurium och familjen kallaväxter. Inga underarter finns listade.